# Vayuraptor
Vayuraptor – рід целурозаврів з клади мегарапторів, що існував у ранній крейді (ймовірно, пізньому баремському віці бл. 129-125 млн років тому). Завдовжки близько 4–4,5 м. Рештки знайдені на території Таїланду.
Описано один вид – Vayuraptor nongbualamphuensis.